# سرخا بايين (تخت بندر عباس)
سرخا بایین (بالفارسية: سرخا پایین) هي قرية تقع في إيران في قسم تخت الريفي. يقدر عدد سكانها بـ 123 نسمة .